# Уральский открытый фестиваль российского кино
Уральский открытый фестиваль российского кино — кинофестиваль, проходивший в Екатеринбурге в 2016 и 2017 годах. Учредитель — Свердловская организация Союза кинематографистов России. Фестиваль проводится при поддержке Фонда Губернаторских программ Свердловской области и федерального издания «Российская газета».

## Дирекция
Президент Уральского кинофестиваля — Глеб Анатольевич Панфилов, народный артист России, академик Национальной академии кинематографических искусств и наук России, заслуженный деятель искусств РСФСР, почетный член Российской Академии художеств.
Директор фестиваля — Владимир Ильич Макеранец, заслуженный деятель искусств, председатель Свердловской областной организации Союза кинематографистов России.
Программный директор — Валерий Семёнович Кичин, российский журналист, кино- и театральный критик. В настоящее время — обозреватель «Российской газеты». Заслуженный работник культуры Российской Федерации, член Академии кинематографических искусств «Ника».
Исполнительный директор — Галина Михайловна Писулина (1-й фестиваль), Павел Александрович Поляков (2-й фестиваль).

## Секции
- Конкурсная программа
- Гала-премьеры
- Специальные программы
- Короткий метр
- Ретроспективы

## Жюри
Решение о вручении призов кинофестиваля принимает жюри, состав которого определяется дирекцией фестиваля.

## Номинации
- Гран-при
- Приз за лучшую режиссуру
- Приз за лучшую мужскую роль
- Приз за лучшую женскую роль

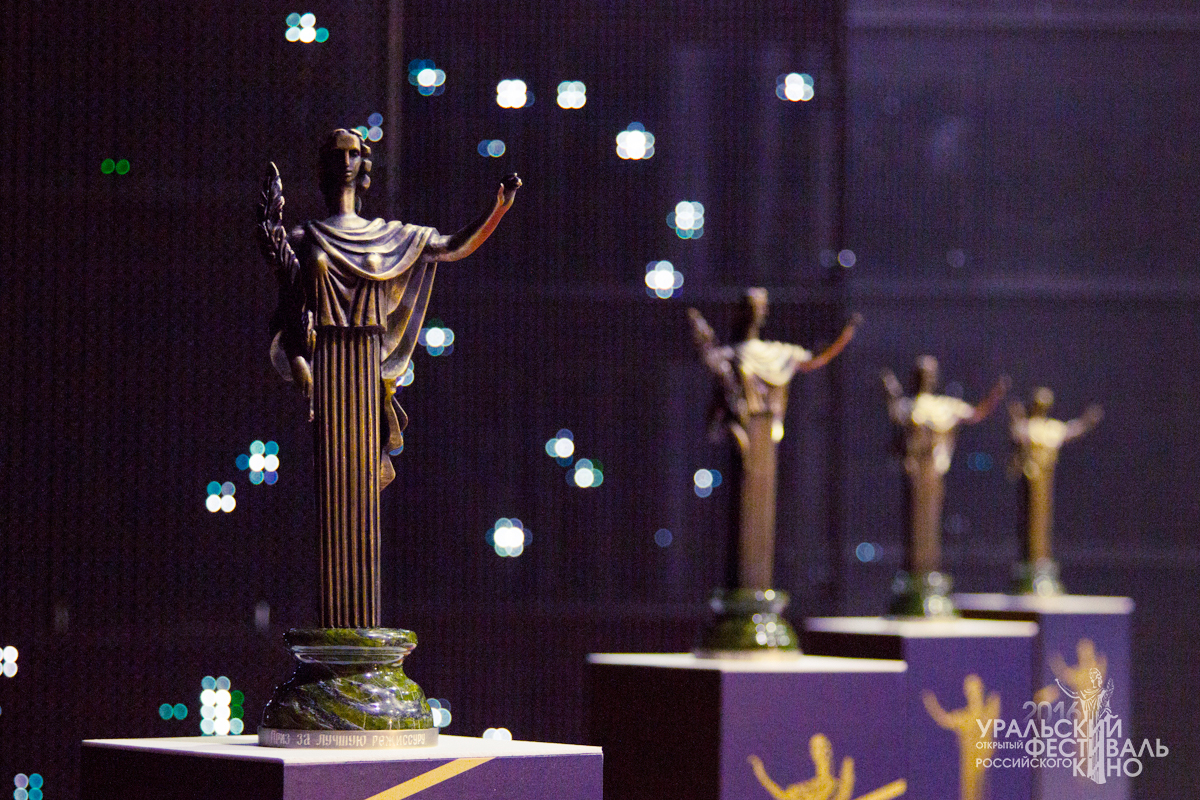
Награды Уральского кинофестиваля

- Приз за лучшую операторскую работу
- Приз зрительских симпатий
- Приз за лучший дебют
- Специальный приз жюри

## История

### 1-й фестиваль (2016 год)

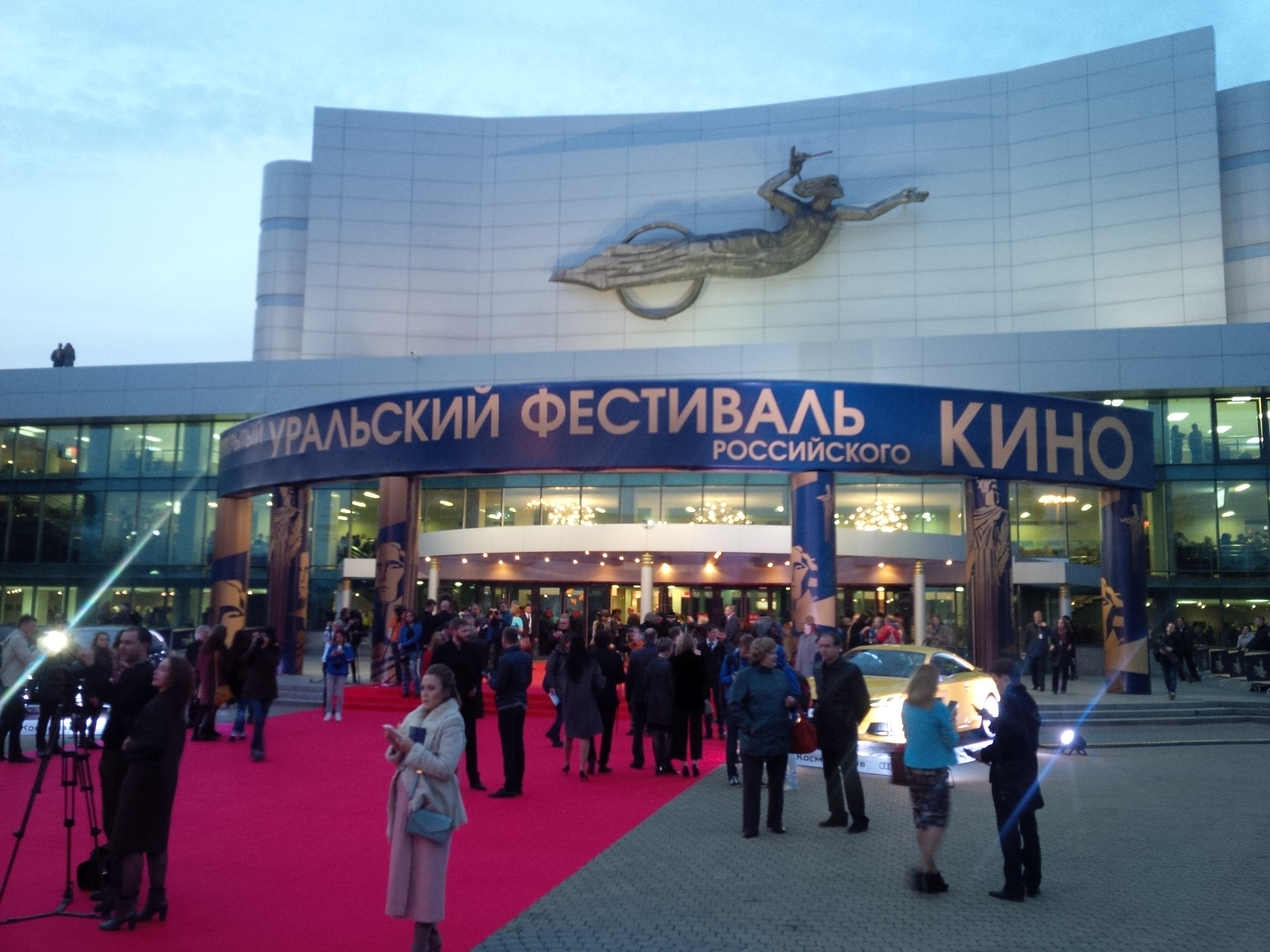
Открытие Уральского кинофестиваля в Екатеринбурге

1-й фестиваль состоялся 21—27 сентября 2016 года. На фестивале показали 93 картины, из которых 14 были представлены в конкурсной программе.
Оценивало фильмы жюри, в которое входили режиссёр Владимир Меньшов (председатель жюри), режиссёр Алексей Федорченко, директор кинофестиваля российского кино в Онфлёре (Франция) Елена Дюффорт, кинооператор Сергей Астахов, кинокритик Елена Стишова.
В Екатеринбурге кинопоказы проходили на 10 площадках, фестивальные картины демонстрировались также в области, в 10 кинозалах в городах: Первоуральск, Верхняя Пышма, Нижний Тагил, Каменск-Уральский, Красноуфимск, Асбест.
Фильмом открытия стала драма Анны Матисон «После тебя», продюсером и исполнителем главной роли которой выступил российский актёр Сергей Безруков. Фильм закрытия — картина Кирилла Серебренникова «Ученик», снятая по пьесе немецкого драматурга Мариуса фон Майенбурга.
Во внеконкурсную программу фестиваля вошли: «Короткий метр», «Театральный антракт», «Семейный сеанс», «Палитра. Фильмы национальных регионов России», «РГ представляет: Дубль дв@», «Взгляд XXI век», ретроспективы «Неизвестный Владимир Мотыль», «Необычайный Эльдар Рязанов», «Творческие вечера Александра Митты» и «Время Тарковского».
В рамках «Специального события» режиссёр Виталий Манский представил в Ельцин-центре фильм «В лучах солнца», режиссёр Мира Тодоровская — фильм «В далеком 45-м... Встреча на Эльбе», снятый по последнему сценарию Петра Тодоровского.
На фестивале впервые была показана оцифрованная и отреставрированная копия фильма Глеба Панфилова «Мать».
26 сентября был открыт памятный горельеф известному уральскому кинорежиссёру Ярополку Лапшину.
Ежедневно на фестивале происходили встречи с режиссёрами, актёрами, продюсерами, киноведами. Всего за фестивальную неделю прошли 103 встречи — и большинство из них при полном аншлаге. По подсчётам «Российской газеты» кинофорум посетило около 32 тысяч зрителей.
На сайте фестиваля была организована прямая трансляция церемоний открытия и закрытия фестиваля.
Почта России выпустила специальную открытку с символикой фестиваля, 2000 открыток были отправлены с церемонии открытия и во время работы фестиваля.
Киновед, художественный руководитель российской программы ММКФ Ирина Павлова провела дискуссию о межнациональных отношениях в кино, директор кинопоказа российских программ на ММКФ Ирина Сошникова обсудила с собравшимися новую жизнь стереоформата, а главный редактор журнала «Искусство кино» Даниил Дондурей «Кинополитика сегодня: отчетность и реальность».

### 2-й фестиваль (2017 год)
Фестиваль проходил 2—8 сентября 2017 года. За фестивальную неделю состоялось 250 сеансов 120 полнометражных, короткометражных и сферических фильмов VR. Их посмотрели около 50 тысяч зрителей. Кинокритик Валерий Кичин («Российская газета») отметил, что хотя начало Уралкинофеста было омрачено выходкой религиозного фанатика, пытавшегося в знак протеста против фильма «Матильда» взорвать киноконцертный театр «Космос», но уже на следующий день в слегка опалённом театре успешно прошла творческая встреча с французской актрисой Мариной Влади. Запланированные там показы фестивальных картин пришлось перенести в Ельцин-центр. Лариса Малюкова в «Новой газете» пишет о состоявшихся в Ельцин-центре встречах режиссёра Александра Сокурова со зрителями и об успехе внеконкурсной программы «Театральный антракт», показавшей записи музыкальных спектаклей московских театров. Кинокритик Дарья Борисова называет главными впечатлениями от Уралкинофеста — виды очередей за билетами, переполненные залы, живую реакцию публики во время просмотров и долгие, не протокольные аплодисменты после каждого фильма. В рамках Уралкинофеста прошли два «круглых стола»: «Кино завтрашнего дня: смотрите, кто
пришел!» (модератор — киновед Ирина Павлова) и «Российское кино. Стратегический резерв» (модератор — киновед Елена Стишова), ставших «коллективными попытками различить образ ближайшего будущего российского кино». 
В состав жюри вошли режиссёр Андрей Прошкин (председатель), продюсер Наталия Иванова, драматург Любовь Мульменко, кинокритик Лариса Малюкова и оператор Юрий Райский.

### 3-й фестиваль (2018 год)
3-й  фестиваль планировался с 16 по 22 сентября 2018 года. Однако в июле 2018 года стало известно, что из-за нехватки средств фестиваль не состоится.

### Будущее фестиваля
В июне 2019 года стало известно, что в 2019 году фестиваль также не состоится в связи с отсутствием финансирования. Из-за образовавшегося перерыва в два года программный директор фестиваля Валерий Кичин заявил о невозможности дальнейшего возобновления работы фестиваля.

## Призёры

### 2016
- Гран-при фестиваля — «Коробка», режиссёр Эдуард Бордуков
- Приз зрительских симпатий — «Частное пионерское-2», режиссёр Александр Карпиловский
- Приз за лучший дебют — «Его дочь», режиссёр Татьяна Эверстова
- Приз за лучшую режиссуру — Михаил Местецкий, «Тряпичный союз»
- Специальный приз жюри — Владимир Хотиненко за фильм «Наследники» с формулировкой «За инновационное художественное решение актуальной политической темы»
- «Лучшая женская роль» — Нанули Сараджишвили, фильм «Тэли и Толи» (режиссёр А. Амиров)
- «Лучшая мужская роль» — Алексей Гуськов, фильм «Находка» (режиссёр Виктор Демент)
- Специальный приз «Российской газеты» — «Его дочь», режиссер Татьяна Эверстова
- Специальный диплом Гильдии киноведов  и кинокритиков России: 
  - «Частное пионерское-2», режиссёр Александр Карпиловский — «За продолжение лучших традиций детского отечественного кино»
  - «Побег из Москвабада» (режиссёр Дарья Полторацкая) — «За талантливое соединение социальной остроты и современной формы»
- Приз Гильдии кинокритиков и киноведов России «Белый слон» — «Коробка» (режиссёр Эдуард Бордуков) — «За яркое утверждение принципов честной игры в спорте и жизни»

### 2017
- Гран-при фестиваля — «Аритмия», режиссёр Борис Хлебников
- Приз за лучший дебют — актёр Валерий Маслов, «Турецкое седло», режиссёр Юсуп Разыков
- Приз за лучшую режиссуру — Юсуп Разыков, «Турецкое седло»
- Специальный приз жюри — за лучший сценарий (Дмитрий Ланчихин и Андрей Таратухин) за фильм «Карп отмороженный»
- «Лучшая женская роль» — Ирина Горбачёва, фильм «Аритмия» (режиссёр Б. Хлебников)
- «Лучшая мужская роль» — Александр Яценко, фильм «Аритмия» (режиссёр Б. Хлебников)
- Диплом жюри — актрисе Татьяне Владимировой за роль в фильме «Язычники»
- Специальный приз «Российской газеты» — «Скоро всё кончится» (режиссёр  Алексей Рыбин) За успешный опыт художественного анализа актуальных социальных проблем
- Специальный диплом Гильдии киноведов  и кинокритиков России — «Язычники» (режиссёр  Лера Суркова) За авторский стоицизм в защите свободы личности
- Приз Гильдии кинокритиков и киноведов России «Белый слон» — «Аритмия» (режиссер Борис Хлебников) За тонкое ощущение ритмов современной жизни.
- Приз зрительских симпатий — «ЖГИ!», режиссёр Кирилл Плетнёв
- Приз зрительский симпатий. Короткий метр — «Еду как хочу», режиссёр  Денис Филюков